# Christopher Tufton
Christopher Charles Tufton ist ein jamaikanischer Politiker der Jamaica Labour Party (JLP). Er war von September 2007 bis Juni 2011 Landwirtschafts- und Fischereiminister (Minister of Agriculture and Fisheries) Jamaikas, von Juli 2011 bis Januar 2012 war er Industrie- und Handelsminister (Minister of Industry, Investment and Commerce). Seit November 2010 ist er stellvertretender Parteivorsitzender (Deputy Leader) der Jamaica Labour Party.

## Leben
Tufton studierte an der University of the West Indies (UWI), an der School of Business der Georgia State University in den USA und an der Business School der University of Manchester in Großbritannien, wo er 2002 zum Doktor promoviert wurde (Doctorate in Business Administration (DBA)). Er war von 2003 bis 2006 Präsident von G2K, seitdem ist er beruflich als Unternehmensberater und Dozent an der UWI in Mona tätig, Abteilung für Management Studies. Tufton ist seit 1994 verheiratet und hat drei Kinder.

## Politik
Tufton wurde am 24. Juni 2005 zum Senator der Opposition ernannt. Bei der Parlamentswahl am 3. September 2007 wurde Tufton als Kandidat der Jamaica Labour Party für den Wahlkreis South West St. Elizabeth ins Repräsentantenhaus gewählt. Nach dem Wahlsieg bei dieser Wahl bildete die JLP die neue Regierung, Tufton wurde von Premierminister Bruce Golding in die Regierung berufen und am 14. September als Landwirtschafts- und Fischereiminister vereidigt. Am 14. November 2010 wurde er als Nachfolger von Horace Chang zum stellvertretenden JLP-Parteivorsitzenden für den Area Council 4 (West-Jamaika) gewählt.
Im Zuge einer Ende Juni 2011 bekanntgegebenen Kabinettsumbildung übernahm Tufton am 1. Juli 2011 das Industrie- und Handelsministerium vom aus dem Amt scheidenden Karl Samuda, zum Nachfolger als neuer Landwirtschafts- und Fischereiminister wurde Robert Montague berufen.
Nach der Wahlniederlage der JLP bei der Parlamentswahl am 29. Dezember 2011 schied Tufton am 6. Januar 2012 aus dem Ministeramt, sein Nachfolger als Industrie- und Handelsminister wurde Anthony Hylton von der People’s National Party. Tufton selbst verpasste bei dieser Wahl mit 9440 zu 9453 Stimmen nur knapp die Wiederwahl in seinem Wahlkreis, wurde aber wieder zum Senator ernannt und fungiert seit dem 19. Januar 2012 als außenpolitischer Sprecher der Opposition.